# Eagle (singel)
Eagle – singel szwedzkiego zespołu ABBA z płyty The Album. Tekst napisali członkowie zespołu – Björn Ulvaeus i Benny Andersson. Piosenka została nagrana 1 czerwca 1977 r., pod roboczym tytułem „High-High”. Eagle jest najdłuższym utworem zespołu. Eagle nie jest popularnym utworem ABBY, bardziej popularny stał się „Thank You for the Music”, wydany na stronie B.